# Peace & Love (Francesco Gabbani)
Peace & Love è un singolo del cantautore italiano Francesco Gabbani, pubblicato il 24 giugno 2022 come quarto estratto dal quinto album in studio Volevamo solo essere felici.

## Video musicale
Il video, diretto da Fabrizio Conte, è stato reso disponibile il 23 giugno 2022 attraverso il canale YouTube del cantante.